# Wikipédia en oudmourte
Wikipédia en oudmourte (en oudmourte : Удмурт Википедия) est l’édition de Wikipédia en oudmourte, langue permienne parlée en Oudmourtie en Russie. L'édition est lancée en octobre 2005,,. Son code est : udm.
Au 20 mars 2025, l'édition en oudmourte contient 5 702 articles et compte 16 248 contributeurs, dont 21 contributeurs actifs et 2 administrateurs.

## Présentation

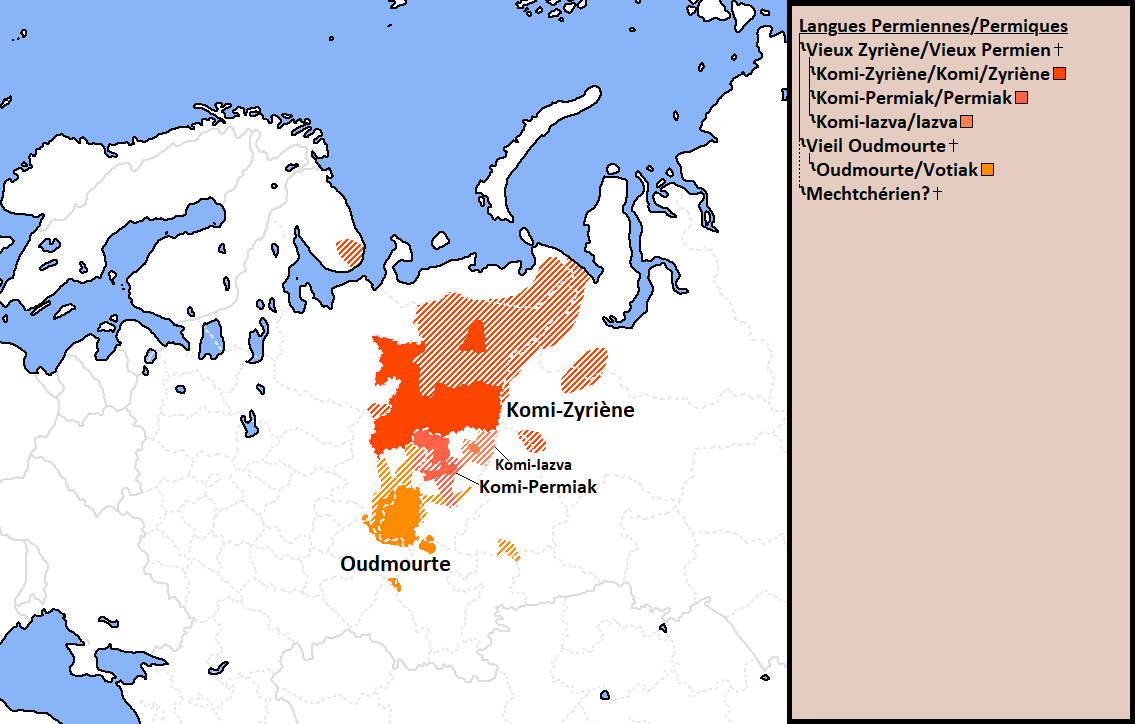
Aire de diffusion de l'oudmourte au sein des langues permiennes.
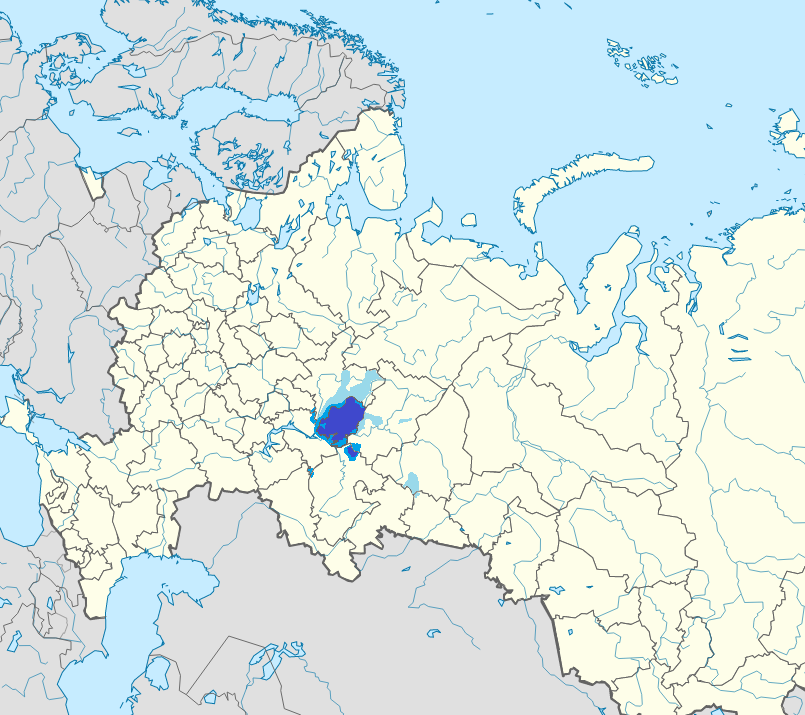
Aire de diffusion de l'oudmourte.

## Statistiques
- Le 10 mars 2015, l'édition en oudmourte compte 3 614 articles et 6 459 utilisateurs enregistrés[4], ce qui en fait la 170e[5] édition linguistique de Wikipédia par le nombre d'articles et la 199e[6] par le nombre d'utilisateurs enregistrés, parmi les 287 éditions linguistiques actives.
- Le 24 octobre 2022, elle contient 5 389 articles et compte 13 977 contributeurs, dont 18 contributeurs actifs et 4 administrateurs.
- Le 21 septembre 2024, elle contient 5 715 articles et compte 15 737 contributeurs, dont 24 contributeurs actifs et 2 administrateurs.